# Schoren (Ottobeuren)
Schoren ist ein Ortsteil des oberschwäbischen Marktes Ottobeuren im Landkreis Unterallgäu.

## Geographie
Der Weiler Schoren liegt etwa sechs Kilometer südöstlich von Ottobeuren. Der Ort ist über eine Landstraße über Daßberg mit dem Hauptort verbunden.

## Geschichte
1448 erwarb Hans von Stein das Anwesen von Memminger Bürgern. 1501 kam die Einöde in den Besitz des Klosters Ottobeuren. 1564 lebten 22 Menschen auf dem Anwesen, bei der Volkszählung 1961 wurden elf Einwohner in drei Wohngebäuden erfasst.

## Zugehörigkeit
Schoren gehörte zur Gemeinde Ollarzried und wurde mit dieser im Zuge der Gebietsreform in Bayern am 1. Juli 1972 in den Markt Ottobeuren eingegliedert.